# Qatar ExxonMobil Open 2010
Il Qatar ExxonMobil Open 2010 è stato un torneo di tennis giocato sul cemento. È stata la 18ª edizione del Qatar ExxonMobil Open, facente parte dell'ATP World Tour 250 series nell'ambito dell'ATP World Tour 2010. Si è giocato nell'impianto Khalifa International Tennis Complex a Doha, Qatar, dal 4 al 9 gennaio 2010.

## Partecipanti

### Teste di serie
| Nazionalità | Giocatore              | Ranking* | Testa di serie |
| ----------- | ---------------------- | -------- | -------------- |
| Svizzera    | Roger Federer          | 1        | 1              |
| Spagna      | Rafael Nadal           | 2        | 2              |
| Russia      | Nikolaj Davydenko      | 6        | 3              |
| Russia      | Michail Južnyj         | 19       | 4              |
| Serbia      | Viktor Troicki         | 29       | 5              |
| Spagna      | Albert Montañés        | 31       | 6              |
| Croazia     | Ivo Karlović           | 37       | 7              |
| Spagna      | Guillermo García López | 41       | 8              |

### Altri partecipanti
Giocatori che hanno ricevuto la wild card nel tabellone principale:
- Younes El Aynaoui
- Abdulla Hajji
- Karim Maamoun

Giocatori passati dalle qualificazioni:

- Benjamin Becker
- Steve Darcis
- Ryler Deheart
- Michail Kukuškin

## Campioni

### Singolare
Nikolaj Davydenko ha battuto in finale  Rafael Nadal con il punteggio di 0–6, 7–6(8), 6–4

### Doppio
Guillermo García López /  Albert Montañés hanno battuto in finale  František Čermák /  Michal Mertiňák con il punteggio di 6–4, 7–5.